# Hana Electronics
Hana Electronics (kor. 하나전자) ist ein britisch-nordkoreanisches Joint Venture des Nordkoreanischen Ministeriums für Kultur und der Phoenix Commercial Ventures Ltd., welches Unterhaltungselektronik produziert.

## Geschichte
Im Mai 2003 gründete Phoenix Commercial Ventures Ltd. zusammen mit dem Kulturministerium in Nordkorea ein Gemeinschaftsunternehmen, um Unterhaltungselektronik zu produzieren. Beide Partner halten je 50 % Anteile. 2004 war offizieller Produktionsstart. Zuletzt waren hier 200 Menschen beschäftigt. Im ersten Quartal 2011 bezog man nördlich der Tongil-Straße an der Südseite des Tongil-Marktes in Pjöngjang ein neu errichtetes Firmengebäude. Nach eigenen Anmerkungen gehört dieses Gemeinschaftsunternehmen zu einem der drei erfolgreichsten in Nordkorea.
Daneben etablierte man bis dahin im Land unübliche Standards wie:
- Werbung – das Hana-Logo und die Anschrift sind auf jedem Gerät und jeder Verpackung zu finden
- Garantie – sechs Monate auf alle Geräte
- Vertrieb – Niederlassungen und Verkaufsstellen landesweit[5]

### Beendigung des Joint Ventures
Am 3. September 2015 gab der britische Teilhaber (Phoenix Commercial Ventures Ltd.) die Beendigung des Joint Ventures mit sofortiger Wirkung aufgrund „[...] unüberbrückbarer Differenzen [...]“ bekannt. Das Unternehmen scheint weiterhin aktiv zu sein wie aus einem Artikel von Naenara hervorgeht.

## Niederlassungen
Größere Niederlassungen befanden sich u. a. in Chongjin, Hamhung sowie Büros in Namp’o, Sariwon und Sinuiju. Eine weitere Expansion war bzw. ist vorgesehen.
Der Sitz befindet sich im Pjöngjanger Stadtbezirk Rakrang-guyŏk (Chungsong-dong).

## Produkte
Folgende Produkte wurden produziert:
- DVD-Player (stationäre und portable)
- Fernsehgeräte
- Karaokeanlagen
- Video-CD Player